# 勞動資金炒股弊案
2020年間，勞動部勞動基金運用局組長與國內投資組組長游迺文，使用勞動基金承接寶佳集團名義所出脫的大量遠百公司的股票。游迺文當時希望透過寶佳集團的政經影響力，來讓自己升官，於是操作炒股使寶佳獲利5億3879萬元。當時寶佳集團執行長唐楚烈等人，欲尋求外部資金承接寶佳集團名義所出脫的大量遠百公司股票，因此找上游迺文；而游迺文希望提升官位，因此同意出脫股票。
2020年8月12日勞動部晨會，游迺文下達指示，要求所屬國內投資組的交易員買進遠百股票，直接開出24.75元買進的價位。由於交易員拒絕配合高價買進，游迺文決定忽視勞動部訂定不能直接下單買賣股票的規定，親自打電話給券商主管，以24.75元的價格買進上百張遠百股票，佔當天總成交量的兩成。後來遠百的股價由9月21日開始下挫。市場一度傳言是勞動基金操控股價。
2022年8月19日，臺灣臺北地方法院一審宣判游迺文證券交易法的「間接操縱股價罪」罪名成立，並判處有期徒刑9年、褫奪公權5年。